# Honda RA272
Chronologie des modèles (1965)
Honda RA271 Honda RA273
La Honda RA272 est une monoplace de Formule 1 construite par Honda afin de participer au championnat du monde de Formule 1 1965.
L'Américain Richie Ginther en a fait la première monoplace japonaise victorieuse en Formule 1 à l'occasion du Grand Prix du Mexique.

## Historique

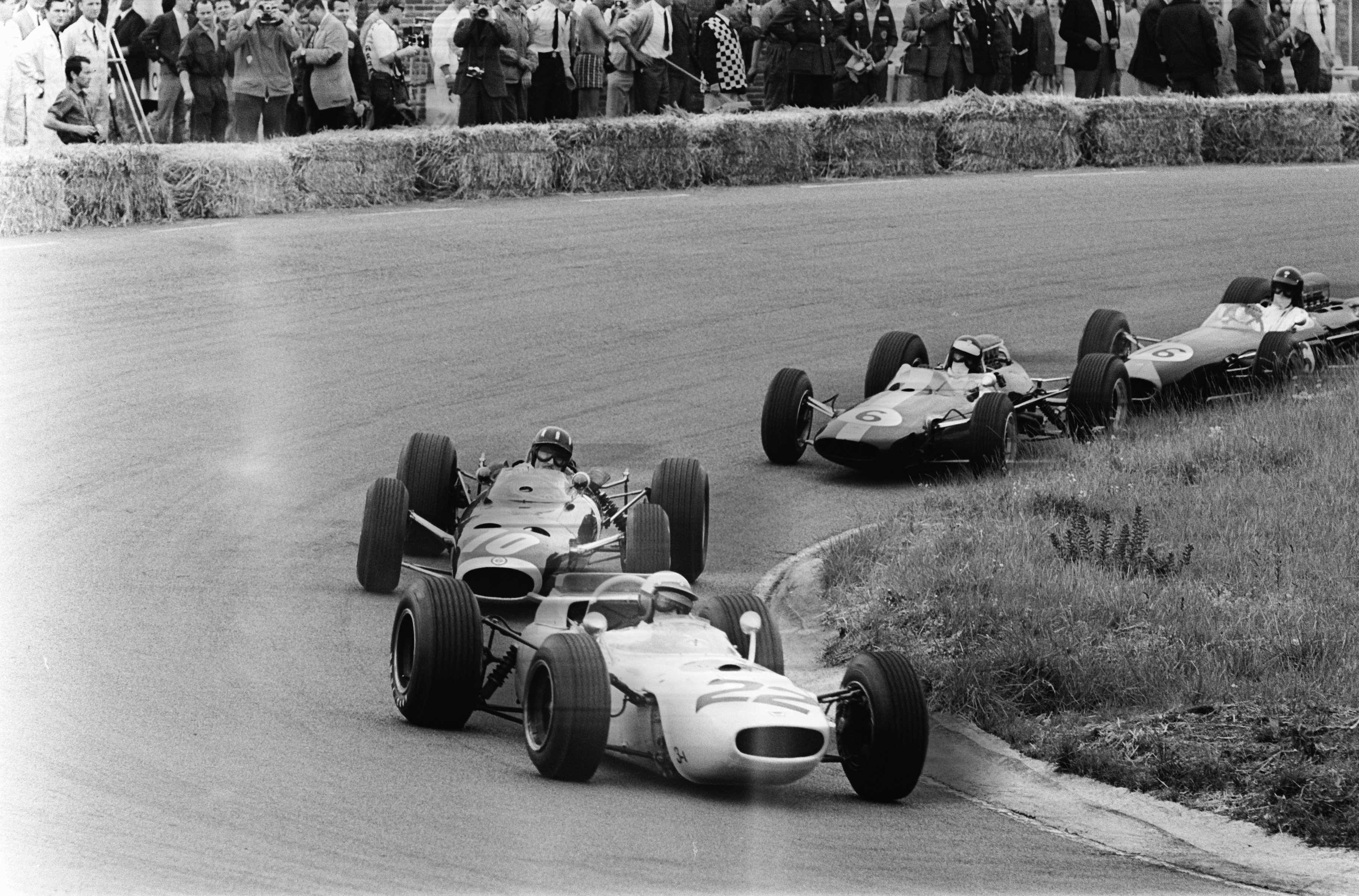
Ginther devant Graham Hill lors du Grand Prix automobile des Pays-Bas 1965.

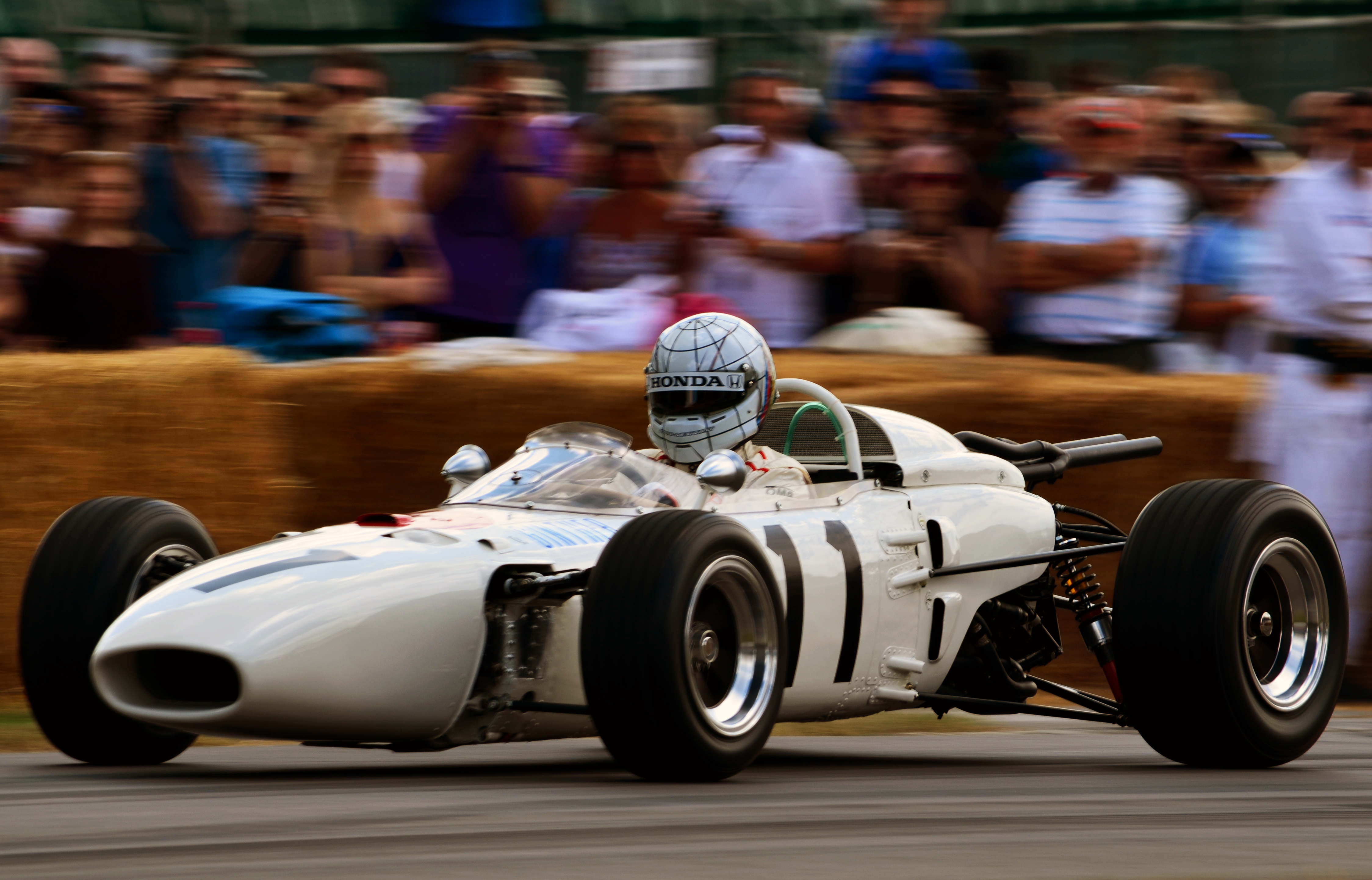
La RA272 en démonstration à Goodwood en 2014.

La RA272 remplace la RA271, la première monoplace de Formule 1 de Honda engagée en compétition en 1964 pour trois courses, et autant d'abandons, avec Ronnie Bucknum à son volant.
Bucknum est reconduit pour la saison 1965 et épaulé par Richie Ginther, auteur de treize podiums depuis 1960.
La monoplace est engagée à partir du deuxième Grand Prix de la saison, à Monaco. Les pilotes se qualifient quinzième et seizième, les deux dernières places, à plusieurs secondes de la pole position de Graham Hill. La course se solde par un double abandon pour problèmes mécaniques (boîte de vitesses pour Bucknum et transmission pour Ginther).
En Belgique, Ginther obtient une quatrième place sur la grille de départ, à 2 dixièmes de seconde de Jackie Stewart ; Bucknum est onzième. En course, Ginther se maintient à la sixième place, permettant à Honda de terminer son premier Grand Prix de Formule 1 et de marquer ses premiers points. Bucknum abandonne une nouvelle fois sur un problème de transmission.
Lors du Grand Prix de France, Ginther est septième des qualifications et Bucknum avant-dernier, juste devant Innes Ireland, à 8 secondes de la pole position. En course, les ennuis mécanique continuent puisque les deux pilotes abandonnent sur problème d'allumage.
Au Grand Prix de Grande Bretagne, seul Ginther est engagé ; il réalise sa meilleure qualification de la saison avec une troisième place, à une demi-seconde du poleman Jim Clark sur Lotus. Il ne peut concrétiser cette performance puisqu'au vingt-sixième tour, son allumage lui fait défaut.
Aux Pays-Bas, Ginther réitère sa troisième place aux qualifications, réalisant le même temps que Jim Clark et John Surtees, et termine sixième de la course, comme en Belgique. Ronnie Bucknum ne participe pas à la course.
L'équipe rate le Grand Prix d'Allemagne ; en Italie, Bucknum qui réalise la meilleure performance du duo en se qualifiant sixième alors que Ginther est dix-septième. Les problèmes techniques sont de retour lors de la course puisque Bucknum est victime de son moteur et Ginther encore une fois de son allumage. 
Au Grand Prix des États-Unis, Ginther se qualifie pour la deuxième fois de la saison à la troisième place à seulement 5 centièmes de seconde du deuxième (Jim Clark) ; Bucknum est douzième. Lors de la course, Ginther redescend à la septième place et Bucknum à la treizième.
Au Grand Prix du Mexique, Richie Ginther, parti de la troisième place, prend la tête du premier au dernier tour et remporte son unique victoire en Formule 1, la première de Honda en tant que constructeur et motoriste, la première d'une monoplace japonaise, d'un motoriste japonais et de Goodyear en Formule 1. C'est le premier podium pour Honda en tant que motoriste et constructeur, également pour une firme japonaise, et le dernier podium de Richie Ginther. Ronnie Bucknum, bien que qualifié dixième, termine la course à la cinquième place, marquant ses premiers points.
Honda finit sixième du championnat du monde des constructeurs avec 11 points (seuls les six meilleurs résultats comptent). Richie Ginther termine septième du championnat avec 11 points et Ronnie Bucknum quinzième, avec 2 points.

## Résultats en championnat du monde de Formule 1
| Saison | Écurie            | Moteur           | Pneus    | Pilotes        | Courses | Courses | Courses | Courses | Courses | Courses | Courses | Courses | Courses | Courses | Points inscrits | Classement |
| Saison | Écurie            | Moteur           | Pneus    | Pilotes        | 1       | 2       | 3       | 4       | 5       | 6       | 7       | 8       | 9       | 10      | Points inscrits | Classement |
| ------ | ----------------- | ---------------- | -------- | -------------- | ------- | ------- | ------- | ------- | ------- | ------- | ------- | ------- | ------- | ------- | --------------- | ---------- |
| 1965   | Honda R&D Company | Honda V12 RA272E | Goodyear |                | ADS     | MON     | BEL     | FRA     | GBR     | P-B     | ALL     | ITA     | USA     | MEX     | 11              | 6e         |
| 1965   | Honda R&D Company | Honda V12 RA272E | Goodyear | Richie Ginther | -       | Abd     | 6e      | Abd     | Abd     | 6e      | Np.     | Abd     | 7e      | 1er     | 11              | 6e         |
| 1965   | Honda R&D Company | Honda V12 RA272E | Goodyear | Ronnie Bucknum | -       | Abd     | Abd     | Abd     | -       | Np.     | Np.     | Abd     | 13e     | 5e      | 11              | 6e         |

Légende : ici 